# Janusz Urbaniak
Janusz Urbaniak (ur. 23 czerwca 1941 w Łodzi, zm. 8 lipca 2001 w Sieradzu) – polski działacz partyjny i państwowy, w latach 1981–1988 I sekretarz Komitetu Wojewódzkiego PZPR w Sieradzu, w latach 1988–1990 wiceprezydent Łodzi i z urzędu wicewojewoda łódzki.

## Życiorys
Syn Antoniego i Janiny, działał m.in. w stowarzyszeniach działkowców. Kształcił się m.in. w Wyższej Szkole Partyjnej KPZR w Moskwie (1971–1974). W 1962 wstąpił do Polskiej Zjednoczonej Partii Robotniczej. Początkowo związany z Komitetem Gromadzkim w Walichnowach, od 1969 członek komisji rewizyjnej Komitetu Powiatowego PZPR w Wieluniu. Od 1969 do 1975 instruktor i zastępca kierownika Wydziału Rolnego Komitetu Wojewódzkiego PZPR w Łodzi. W 1975 został członkiem Komitetu Wojewódzkiego PZPR w Sieradzu, od listopada tego roku należał do jego sekretariatu i kierował w nim Wydziałem Rolnym i Gospodarki Żywnościowej. W 1981 objął funkcję I sekretarza KW PZPR w Sieradzu; w tym samym roku został członkiem Komisji ds. Wniosków, Skarg i Sygnałów od Ludności w Komitecie Centralnym PZPR. Od 1988 do 1990 zajmował stanowisko wiceprezydenta Łodzi i z urzędu wicewojewody łódzkiego. W III RP związany z Sojuszem Lewicy Demokratycznej, w 1998 wybrany do sejmiku województwa łódzkiego. Zmarł w trakcie kadencji.